# Égriselles-le-Bocage
Égriselles-le-Bocage là một xã của Pháp,tọa lạc ở tỉnh Yonne trong vùng Bourgogne-Franche-Comté. Người dân ở đây trong tiếng Pháp gọi là Égrisellois.

## Hành chính
| Danh sách các thị trưởng               |           |                  |      |         |
| Giai đoạn                              | Giai đoạn | Tên              | Đảng | Tư cách |
| tháng 3 năm 2001                       |           | Danièle Fournier |      |         |
| Tất cả các dữ liệu trước đây không rõ. |           |                  |      |         |

## Thông tin nhân khẩu
| Năm | 1962 | 1968 | 1975 | 1982 | 1990 | 1999 | 2005  |
| --- | ---- | ---- | ---- | ---- | ---- | ---- | ----- |
| Dân số | 634  | 671  | 593  | 640  | 768  | 964  | 1 194 |
| From the year 1962 on: No double counting—residents of multiple communes (e.g. students and military personnel) are counted only once. |      |      |      |      |      |      |       |